# Manuel Morlanes Ariño
Manuel "Manu" Morlanes Ariño (12 de gener de 1999) és un futbolista professional saragossà que juga com a mitjapunta pel RCD Mallorca.

## Carrera de club
Nascut a Saragossa, Morlanes va representar el Reial Saragossa local quan era jove abans de passar al planter del Vila-real CF l'estiu de 2012. Va debutar amb l'equip C a la campanya de Tercera Divisió 2015-16.
El 3 de setembre de 2016, Morlanes va debutar amb l'equip B en una derrota per 3-2 contra el FC Barcelona B. Va patir una lesió al genoll durant un partit contra el CE Castelló al desembre, va tornar a jugar el setembre de 2017 en un empat 0-0 contra la UE Llagostera.
Morlanes va debutar amb el primer equip el 8 de desembre de 2017, començant com a titular en una derrota per 1-0 contra el Maccabi Tel Aviv FC a la UEFA Europa League. El 13 de juny següent, va renovar el seu contracte fins al 2023.
Morlanes va debutar a la primera divisió el 18 d'agost de 2018, començant com a titular en una derrota a casa per 2-1 contra la Reial Societat. Abans de la campanya 2019-20, definitivament va ser ascendit a l'equip principal.
El 7 de setembre de 2020, Morlanes va ser cedit a la UD Almeria de Segona Divisió per un any, amb una clàusula de rescissió. Després de ser titular habitual, l'Almeria va exercir la clàusula de rescissió del seu contracte, però el Vila-real també va activar la clàusula de recompra per retenir el jugador.
El 16 d'agost de 2021, Morlanes va signar un nou contracte amb el Yellow Submarine fins al 2026, i es va incorporar al RCD Espanyol com a cedit per a la temporada 2021-22. Va retornar al seu club per la temporada 2022–23, però va jugar poc fins que fou cedit al RCD Mallorca també de primera, fins al 31 de gener de 2023.
El 30 de juny de 2023, Morlanes va signar contracte per cinc anys amb el Mallorca.

## Palmarès
Espanya Sub-17
- Subcampió d'Europa sub-17 de la UEFA: 2016[14]